# Go! Go! 고마짱
《Go! Go! 고마짱》은 일본 NHK 교육 텔레비전에서 방영중인 애니메이션이다. 현재 2기가 방영중이다. 대한민국에서는 투니버스에서 2017년 4월 6일부터 5월 11일까지 매주 목요일 오후 5시 30분에 방영되었으나 5월 19일부터는 매주 금요일 오후 4시로 변경되어 방영하고 있다. 2기는 2020년 9월 10일부터 JEI 재능TV에서 방영하고 있다. 원작은《소년 아시베》이다.

## 줄거리
귀엽고, 사랑스런 물범! 고마와 장수의 좌충우돌 이야기 시~작! 낯선 곳에 이사를 오게 된 장수는 길에서 하얗고 귀여운 물범 고마를 만나게 되고 하루하루 더 알차고 재미있는 일상이 시직된다. 개성넘치고 사랑스러운 장수 가족과 친구들의 꿀잼 일상시트콤! 때로는 감동이! 때로는 즐거움이 함께하는 아기 물범 고마와 장수의 이야기속으로 놀러오세요~

## 등장 인물

### 주인공
- 아야베 아시베/이장수 (성우: 카와무라 리에/ 이새벽)

본 작의 주인공. 나이는 8살로, 떡잎초등학교 1학년에 재학중. 고마짱/ 고마를 아끼고 사랑한다. 놀랄 만큼 목소리가 크다. 밝은 성격으로 누구와도 금방 친해진다. 단짝 친구는 유마/ 유민, 마오/ 바우, 유미코/ 소미. 가지 모양 머리를 하고있다.
- 고마짱/ 고마 (성우: 토야마 나오/ 방연지)

본 작의 주인공 중 한 명. 아시베/ 장수가 키우는 점박이 물범. 몸 색깔은 하얗다. 울음소리는 "큐~". 귀여운 외모로 모두에게 인기가 많다. 추운 곳에서 자라서 더운 곳에는 약하다. 아시베/ 장수가 이사온 날 만난 물범이다. 고구마같이 생겨서 고마짱/ 고마라고 불리게 됐다. 아이스바를 좋아하고, 고양이를 싫어한다. 아시베가 아끼지만, 아시베의 아빠/ 장수의 아빠는 배게로 사용한다. 종종 고양이에게 습격 당하기도 한다.(고양이의 날카로운 발톱으로 할퀴어지는 등.) 성별은 불명.

### 주인공의 가족
- 아시베의 엄마/ 장수의 엄마 (성우: 아카사키 치나츠/ 이소은)

아시베/ 장수의 엄마. 장난스러운 성격인 아시베의 아빠/ 장수의 아빠와는 달리, 진지하지만 가끔 장난기가 있는 면을 보여줄 때가 있다.
- 아시베의 아빠/ 장수의 아빠 (성우: 츠다 켄지로/ 소정환(투니버스), 정의한(재능방송))

아시베/ 장수의 아빠. 진지하신 아시베의 엄마/ 장수의 엄마와는 달리, 장난스러운 성격이지만 가끔 진지한 면을 보여줄 때가 있다.

### 주변 인물들
- 아나미 스가오/ 강순수 (성우: 토야마 나오/ 임윤선(투니버스), 천지선(재능방송))

아시베/ 장수의 옛친구. 아시베/ 장수를 그리워하고 있다. 항상 아시베/ 장수 인형을 들고 울고있다. 울보 속성. 무표정한 눈으로 강압적이게 생겼다. 애니판에서는 "흑흑..." 한국은 "주륵주륵..."하며 운다.
- 아사하라 유마/ 서유민 (성우: 사쿠라 아야네/ 정유정(투니버스), 곽규미(재능방송))

아시베/ 장수와 같은 반 친구. 아시베/ 장수의 단짝 친구. 어른스러운 성격. 머리색은 검은색.
- 아마치 마오/ 공바우 (성우: 후쿠시마 아미/ 윤여진)

아시베/ 장수와 같은 반 친구. 아시베/ 장수의 친구. 착하고, 부끄럼쟁이.
- 야라카와 유미코/ 황소미 (성우: 코가 아오이/ 김가령(투니버스), 손선영(재능방송))

아시베/ 장수와 같은 반 친구. 아시베/ 장수의 친구. 예쁜 외모를 가지고 있다. 수영을 못한다. 평소에는 착하지만, 화낼 때는 아주 무서워진다. 아버지가 자신을 너무 예뻐하셔서 불편해하고 있다. 가끔 아시베/ 장수, 유마/ 유민, 마오/ 바우와 함께 놀기도한다.
- 사카타 신이치/ 상태 (성우: 한채언)

아시베/ 장수와 같은 반 친구. 아시베/ 장수의 라이벌.
- 강태 (성우: 키타가와 리나/ 이계윤)

신이치/ 상태의 형. 고마짱/ 고마를 만나 고마짱/ 고마의 애교에 푹 빠져있다. 장난스러운 성격. 항상 하늘색 모자를 쓰고있다.
- 텐데오 선생님/ 나힘찬 선생님 (성우: 유사 코지/ 손수호(투니버스), 이규창(재능방송))

떡잎초등학교의 체육 선생님. 운동신경이 뛰어난다.
- 미나미 선생님/ 남나령 선생님 (성우: 이계윤)

아시베/ 장수네 반 담임 선생님. 장난스러운 성격인 텐데오 선생님/ 나힘찬 선생님과는 달리, 진지하시다.
- 칫토양/ 치트 (성우: 아카사키 치나츠/ 정유정)

순수가 새로 만난 귀여운 소녀. 스가오/ 순수를 좋아하지만, 정작 스가오/ 순수가 그 마음을 받아줄지 의문. 가끔 스가오/ 순수네 집에 놀러와서 스가오/ 순수와 함께 수업을 받기도한다.
- 스가오 엄마/ 순수의 엄마 (성우: 윤여진)

스가오/ 순수의 엄마.
- 스가오 아빠/ 순수의 아빠 (성우: 현경수)

스가오/ 순수의 아빠.
- 가정교사 (성우: 키시오 다이스케/ 김지율(투니버스), 김혜성(재능방송))

스가오/ 순수의 가정교사.
- 예티 (성우: 츠다 켄지로/김현수(재능방송))

설인. 스가오/ 순수를 좋아한다. 몸색깔은 하얀색. 성별은 불명.

### 그 외
- 해설 (성우: 김현지)

본 작에서 일어나고 있는 상황들을 설명해주는 인물.

## 한국어판 목소리 출연

### 투니버스
- 이수진: 이장수
- 방연지: 고마
- 소정환: 아빠
- 이소은: 엄마
- 임윤선: 강순수
- 정유정: 서유민, 치트
- 윤여진: 공바우, 순수 엄마
- 김가령: 황소미, 랑랑
- 한채언: 강태, 리나
- 이계윤: 상태, 넘나령 선생님
- 현경수: 순수 아빠
- 김지율: 가정 교사
- 손수호: 나힘찬 선생님
- 김기흥: 할아버지
- 김신우: 왕씨
- 김현지: 페페페, 해설

### 재능방송
- 방연지: 고마
- 이새벽: 장수
- 김혜성: 가정교사
- 김현수: 예티
- 윤용식: 장수 할아버지
- 천지선: 순수
- 곽규미: 유민
- 이규창: 나힘찬
- 장예나: 헤엄이
- 손선영: 소미
- 정의한: 장수 아빠

## TV 애니메이션

### 주제가

#### 오프닝
여는 곡 <Hello Tomorrow>
작곡 - Jimisamu P
노래 - SunnyHill

#### 엔딩
닫는 곡 <GOMA MOVE>
작곡 - Jimisamu P
노래 - SunnyHill

### 한국판 방영 목록

#### 1기
| 회차 | 제목                                                         | 방송 일자       |
| ---- | ------------------------------------------------------------ | --------------- |
| 1화  | 고마가 왔다!헤엄쳐라, 고마!아이스바를 먹고 싶어              | 2017년 4월 6일  |
| 2화  | 장수가 보고 싶어두근두근! 수족관고마를 갖고 싶어             | 2017년 4월 13일 |
| 3화  | 순수의 가정교사우울한 페페페씨왕 서방네 랑랑 중국집의 딸     | 2017년 4월 20일 |
| 4화  | 장수에게 온 엽서여름이다! 고마다! 수영장이다! 모두가 쿨~ 쿨~ | 2017년 4월 27일 |
| 5화  | 여름이다! 바다다! 고마다!장수의 참관수업고마 vs 고양이       | 2017년 5월 4일  |
| 6화  | 자~ 치즈!날아라, 날아! 고마!준비~, 땅!                       | 2017년 5월 11일 |
| 7화  | 나힘찬 선생님의 맞선웃어요, 고대로 아저씨!돌아오세요, 엄마!  | 2017년 5월 19일 |
| 8화  | 유민이 가족의 비밀고마가 되고 싶어!고마, 수산시장에 가다     | 2017년 5월 26일 |
| 9화  | 고마와 눈딩동댕동~! 고마의 노래자랑고마가 정말 미워!         | 2017년 6월 1일  |
| 10화 | 선생님의 수행다 같이 온천여행 장수를 위하여!                 | 2017년 6월 8일  |
| 11화 | 장수의 생일 순수를 만나러 가자!                              | 2017년 6월 15일 |

### 스태프

#### 일본어판 스태프
- 원작: 모리시타 히로미"소년 아시베"
- 감독: 콘도 오노부 히로
- 시리즈 구성: 타케우치 토시 미츠
- 캐릭터 디자인: 쿠로사키 지영 사실
- 촬영 감독: 오가와 시게루 작전
- 미술 감독: 후지이 카오리
- 색채 설계: 이와사와 레코
- 음향 감독: 나가사키 유키오
- 음악: 카토 켄지/미즈타니 히로미
- 애니메이션 제작
- 브리지
- 후우 시오 스튜디오
- 제작·저작: Team Goma

#### 한국어판 스태프
- 기획: 신동식
- 책임 프로듀서: 고은주, 신길주
- 타이틀 CG: 김윤경, 배성균
- 화면수정: 김수인, 서선지, 엄지현
- 번역: 조희경
- 녹음&믹싱: 김수현
- 연출: 김이경
- 조연출: 정송이

## 완구
완구로는 고마인형이 있는데, 현재 인터넷 쇼핑몰에서 파는 중이다.

## 관련서적

### 1권
- 출간일: 2017년 8월 25일
- 목차
  - 1화 고마가 왓다
  - 2화 헤엄쳐라! 고마
  - 3화 아이스바를 먹고 싶어!
  - 4화 장수가 보고 싶어!
  - 5화 두근두근! 수족관!
  - 6화 고마를 갖고 싶어!
  - 7화 순수의 가정교사